# Die Siedler III
Die Siedler III ist ein von Blue Byte entwickeltes und veröffentlichtes Aufbauspiel. Es wurde im November 1998 für Microsoft Windows veröffentlicht und ist das dritte Spiel der Die-Siedler-Reihe nach Die Siedler (1993) und Die Siedler II (1996). Im April 1999 veröffentlichte Blue Byte eine Erweiterung, Die Siedler III Mission CD, die neue Kampagnenmissionen, neue Karten für den Einzel- und Mehrspielermodus und einen Karteneditor enthielt. Im Oktober wurde eine zweite Erweiterung veröffentlicht, Die Siedler III: Das Geheimnis der Amazonen, die zwei neue Einzelspieler-Kampagnen, zusätzliche Einzel- und Mehrspieler-Karten und einen verbesserten Editor enthält.
Im Juni 2000 wurde Die Siedler III: Gold Edition veröffentlicht, die das Originalspiel und beide Erweiterungen sowie von Fans erstellte Karten für den Einzel- und Mehrspielermodus, eine neue Schwierigkeitseinstellung "Leicht" für Einzelspielpartien, HTML-Hinweise und Tipps sowie kleinere grafische und spielmechanische Verbesserungen enthält. Im Jahr 2013 wurde die Gold-Edition auf GOG.com unter dem nordamerikanischen Titel Die Siedler III: Ultimate Collection veröffentlicht. 2018 wurde sie als Die Siedler III: History Edition von Ubisoft neu aufgelegt.

## Handlung
Die Götter Jupiter, Horus und Ch'ich-Yu werden zu einem Wettkampf aufgefordert. Als Stellvertreter auf Erden dienen ein römischer Handelskapitän, der Hofbildhauer des Pharaos und ein asiatischer Reisbauer, die jeweils einen Feldzug anführen. Die Missionen werden in vertonten Zwischensequenzen eingeführt. Die Geschichte wird in Form von Zeichentrickfilmen weitererzählt.

## Spielprinzip
Das gewohnte Prinzip der Die-Siedler-Reihe wird fortgeführt. Es werden Warenkreisläufe in der Landwirtschaft und dem Bergbau aufgebaut, die letztendlich in der Rekrutierung neuer Soldaten münden. Militäreinheiten lassen sich zum ersten Mal in einem Siedlerspiel wie in einem Echtzeit-Strategiespiel üblich direkt steuern. Da Soldaten einen Heimvorteil haben, bleibt das Spiel weiterhin defensiv. Erstmals unterschieden sich die Völker nicht nur optisch, sondern auch spielerisch. Nur die Römer können mit einer Köhlerei aus Baumstämmen Kohle erzeugen und führen Weinbau an Hängen durch. Die Ägypter bauen schneller und auch in unwirtlichem Gelände. Sie verfügen über Brauereien und können Edelsteine abbauen. Als Fernkampfwaffe dient die Balliste. Die Asiaten können in Sumpfgebieten Reis für die Herstellung von Reisschnaps anbauen. Die Samurai der Asiaten sind Meister im Umgang mit dem Schwert und gelten daher als die besten Kämpfer. Sie können Schwefel abbauen und eine Kanonenwerkstatt errichten.

## Entwicklung
Volker Wertich, der Erfinder des ersten Teils, kehrte als freier Mitarbeiter zurück. Nach den Erfolgen der Vorgänger wurden die Wünsche der Fans berücksichtigt, die sich Onlinefunktion und verbesserte Seefahrt wünschten. Die neue Engine wird von Anfang auf Netzwerkfunktionalität ausgelegt. Die Siedler sollen weiterhin ihre Tätigkeiten selbstständig durchführen. Lediglich der Kampf wurde generalüberholt und erlaubt mehr Interaktion durch den Spieler. Da erfahrene Spieler von Die Siedler II ohnehin ausschließlich die Automatikfunktion zum Wegebau verwenden, wird er komplett gestrichen und durch Trampelpfade ersetzt. Um Overhead zu vermeiden, wurde Die Siedler III zunächst zu zweit mit klarer Aufgabentrennung programmiert. Ein umfangreicher Teil des Programm ist die Wegfindung der Figuren. Die Spielwelt, die jetzt nicht mehr nur einen Kontinent darstellt, wird in Wirtschaftssektoren aufgeteilt, damit Träger nicht versuchen Waren von einer unerreichbaren Stelle in der Inselwelt abzuholen. Vielmehr arbeiten die Träger nach einem Dringlichkeitssystem und versuchen ein in der Nähe befindliches Angebot zu bevorzugen.
Die Grafiken wurden nicht mehr von Hand gepixelt, sondern mit 3d Studio Max entworfen und dann gerendert. Als Inspiration dienten Disney-Zeichentrickfilme. In die Modelle und Texturen werden absichtlich Unregelmäßigkeiten eingearbeitet, um sie nicht zu steril wirken zu lassen. Gerade Kanten wurden vermieden. Die Figuren hatten eine Höhe von 32 Pixel, so dass man sich für einen Cartoon-Stil entschied, um Details herauszuarbeiten. Die Arbeit an den Zwischensequenzen wurde an Denge Animation (Ankara) und NDVision (Düsseldorf) ausgelagert. Für die deutsche Synchronisation wurden bekannte Sprecher wie Thomas Danneberg und Manfred Lehmann engagiert.

## Technik
Als Schnittstelle wurde DirectX implementiert. Die Engine selbst ist aus Performance-Gründen Assembler-nah geschrieben. Im Vergleich zum Vorgänger ist erstmals ein Netzwerkmehrspielermodus integriert, der bis zu 20 Spieler pro Partie zulässt. Die Farbtiefe wird auf 16 Bit (High Color) angehoben. Die Landschaft besteht aus einer Vielzahl kleiner Dreiecke, über die mittels Gouraud-Shading Texturen gelegt werden. Eine Besonderheit ist der hauseigene tief ins Spielprinzip integrierte Kopierschutz, der die Warenwirtschaft sabotiert. Mit älteren CD-ROM-Laufwerken wurden jedoch auch Originaldatenträger als Kopien erkannt, was die zahlende Kundschaft verärgerte und für Diskussionen sorgte.

## Rezeption
PC Games lobte die liebevoll gerenderte Grafik mitsamt den Animationstufen. Der Siedler-III-Online-Modus mit Spielen über das Internet war zu dem Zeitpunkt konkurrenzlos. Die drei unterschiedlichen Völker und die enorme Spieltiefe durch die Echtzeitkämpfe und den strategischen Einsatz von Wundern sorgen für Spielspaß. Der Warentransfer zwischen verbündeten Spielern stellt keinen echten Handel und wirkt unterentwickelt. Die Einzelspielermissionen sind eintönig gestaltet und die Steuerung wirkt unnötig kompliziert und teils unausgereift. Trotz aller Kritik vergab PC Games die Auszeichnung „Spiel des Monats“. PC Player sprach von dem besten Siedler-Teil. Der Wuselfaktor, die verschiedenen Völker und göttlichen Wunder passen gut ins Konzept. Jedoch wurden auch Bedienungsmängel und Probleme mit der Übersicht bemängelt. Das Wirtschaftssystem sei ausgefeilt, das verbesserte Kampfsystem und der fehlende Wegebau sei positiv zu bewerten genau wie der gelungene Mehrspielermodus. Der fehlende Handel und die geringe Abwechslung beim Aufbau waren Kritikpunkte. PC Action bemerkt, dass sich hinter der niedlichen Grafik eine Wirtschaftssimulation verberge, die Fehler hart bestrafe. Die fünf Einheitentypen erlauben zumindest rudimentäre Taktiken, zeigen jedoch Probleme bei der Wegfindung.
Spiegel Online hob retrospektiv den einfachen Mehrspielermodus, die vielen Gestaltungsmöglichkeiten und die zeitlose Optik hervor.
Im Rahmen der Frankfurter Buchmesse wurde Entwickler Blue Byte mit der GIGA-MAUS, dem Software-Award der Zeitschrift Eltern for family, ausgezeichnet. Auf der Münchner Bücherschau wurde dem Studio der "Der Pädi" (Pädagogischer Interaktiv-Preis) in Silber verliehen. Der VUD verlieh den Platin-Award für deutschlandweit 360.000 verkaufte Exemplare innerhalb von 16 Wochen.
Im April 2000 meldete Blue Byte über 500.000 verkaufte Exemplare weltweit. Allein in Deutschland wurde die Erweiterung Die Siedler III: Das Geheimnis der Amazonen mehr als 700.000 Mal verkauft.

## Reimplementation
Mit dem Projekt JSettlers existiert eine freie und quelloffene Implementierung der Die-Siedler-III-Spiel-Engine in Java, die aber derzeit noch nicht alle Funktionen der originalen Engine bietet. Offiziell werden die Plattformen Windows, macOS, Linux und Android unterstützt. Die Spieldateien des Originals sind zum Spielen notwendig.